# Amico Aspertini
Amico Aspertini (Bolonya, 1474 - 1522) fou un pintor italià. Considerat un dels exponents més brillants de l'anomenada escola Bolonyesa. Nascut a Bolonya, al si d'una família de pintors, el seu pare fou el pintor Giovanni Antonio Aspertini i el seu germà Guido Aspertini.

## Obres
- Adoració dels Pastors, Staatliche Museen Berlín
- Adoració dels Pastors, 1515, Uffizi, Florència[1]
- Domus Aurea
- Fresc de l'Oratori de Santa Cecilia, Bolònia
- Sant Frediano, Lucca
- Sant Michele
- Batalla de Amazonas
- Rapte de les Sabines. Madrid, Museu del Prado.